# ハリー・ホーカー

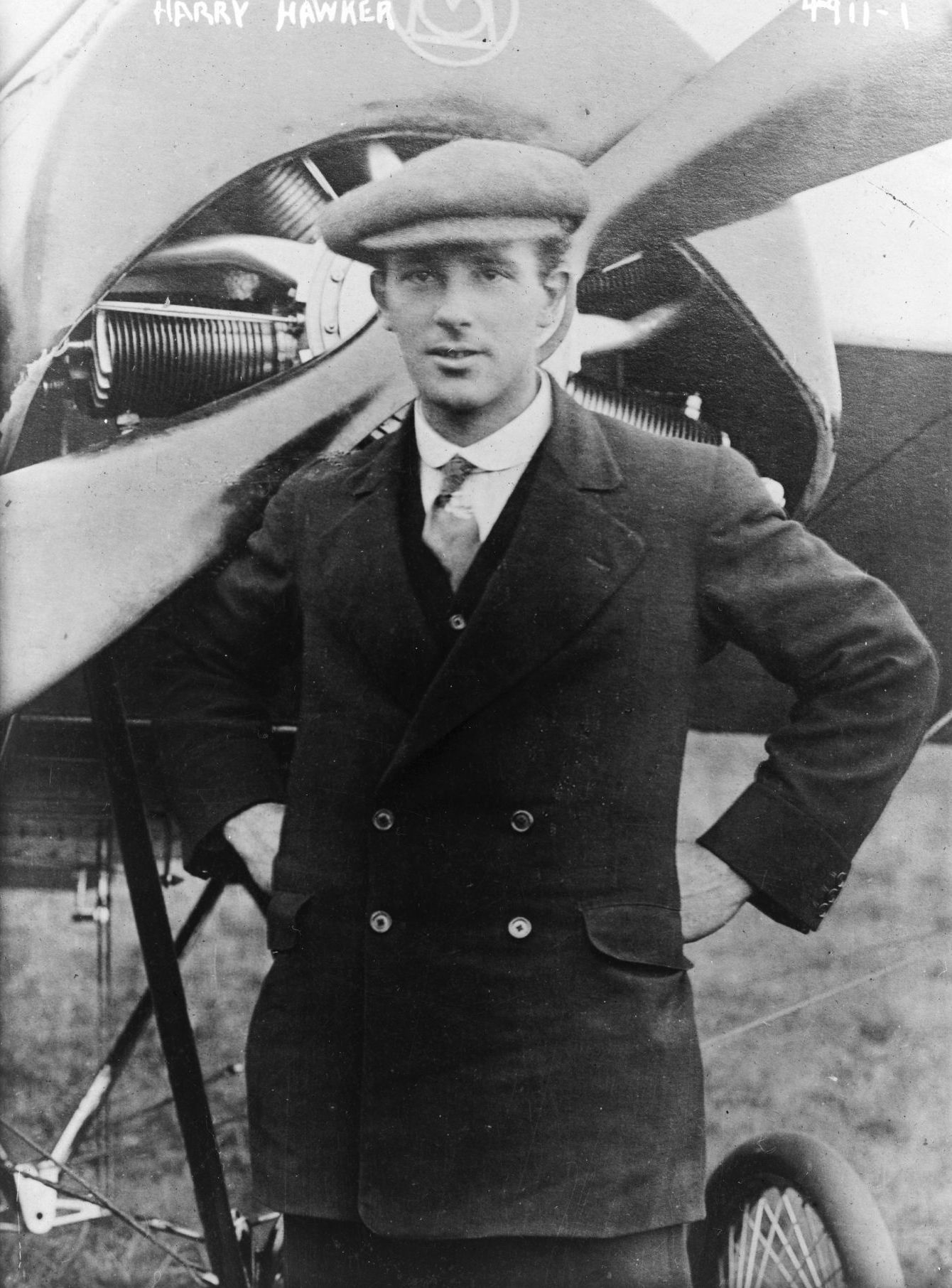
Hawker in May, 1919

ハリー・ホーカー（Harry George Hawker、1889年1月22日 - 1921年7月12日）はオーストラリアのニューサウスウェールズ生まれの飛行士で、イギリスで活躍した。イギリスの航空機メーカーであるホーカー・エアクラフトに名前を残している。

## 生涯と業績
航空パイロットとして有名になったのはソッピース社のテストパイロットになってからである。
1919年大西洋横断飛行に挑戦したが、失敗し、その生存を絶望視された。しかし、不時着水して、航行中の船舶に救助され、6日後ヨーロッパに生還した。大西洋横断にかけられたデイリーメール賞の半分を受け取った。
政府とソッピース社との間の、第一次世界大戦中の飛行機生産契約の問題から、1920年9月にソッピース社を清算して、トーマス・ソッピース、ホーカーらが出資して、新しい会社を設立した時、社名をホーカー社とした。
1921年にエアショーの練習中に事故死した。